# 연세재단세브란스빌딩
연세재단세브란스빌딩은 1993년 12월 완공된 인텔리전트 빌딩으로 대한민국 서울특별시 중구 남대문로 5가에 있다. 원래 세브란스씨로부터 자금을 받아 세브란스병원이 1905년에 건립된바 있으나 이후 신촌으로 옮겨졌고, 그 터에 새롭게 지상 24층 지하 6층 규모의 빌딩을 짓게 되었다.  학교법인 연세대학교가 교육 재원을 위해 운영하고 있다.

홈페이지 : 연세대학교 세브란스빌딩

## 수상작
- 1995년 - 서울특별시건축상 - 장려
- 1994년 - 한국건축문화대상 - 입선

## 주변
서울스퀘어 등이 있다.

## 교통
- 지하철 1호선 서울역

## 같이 보기
- 연세대학교